# Ткачук Валерій Андрійович
Валерій Андрійович Ткачук (рос. Валерий Андреевич Ткачук; нар. 18 вересня 1963, Калузька область, РРФСР) — радянський, російський та Український футболіст, півзахисник, тренер.

## Життєпис
Вихованець ДЮСШ «Квант» Обнінськ, перший тренер — Ю. Шуванов. В Обнінську ж і розпочинав свою дорослу футбольну кар'єру в складі місцевого аматорського клубу, потім захищав кольори іншого аматорського колективу — «Буревісник» (Калуга). З 1981 по 1988 роки виступав за калузький команди «Локомотив» і «Зоря».
У 1988 році перейшов до запорізького «Металурга», через три роки в складі якого відіграв 3 матчі в останньому чемпіонаті Вищої ліги СРСР. Потім виступав у вищій лізі Марокко за ФЮС (Рабат).
У 1993 році повернувся до Запоріжжя, але підписав контракт не з «Металургом», а з «Торпедо», в складі якого 14 березня 1993 року дебютував у переможному (1:0) домашньому поєдинку 16-го туру Вищої ліги проти луганської «Зорі-МАЛС». Валерій вийшов у стартовому складі, а на 80-й хвилині його замінив Андрій Марєєв. Єдиним голом у складі «торпедівців» відзначився 15 травня 1993 року на 27-й хвилині нічийного (2:2) виїзного поєдинку 25-го туру Вищої ліги проти донецького «Шахтаря». Ткачук вийшов у стартовому складі, а на 70-й хвилині був замінений на Ярослава Ланцфера. У футболці «Торпедо» в чемпіонаті України зіграв 10 матчів та відзначився 1 голом, ще 3 поєдинки провів у кубку України.
По завершенні сезону 1992/93 років перейшов до складу принципового суперника «торпедівців», запорізького «Металурга». У футболці «козаків» дебютував 14 серпня 1993 року в програному (0:1) домашньому поєдинку 2-го туру Вищої ліги проти харківського «Металіста». Валерій вийшов на поле на 46-й хвилині, замінивши Андрія Чайку. Єдиним голом у футболці «металургів» відзначився 19 червня 1994 року на 41-й хвилині програного (2:5) виїзного поєдинку 34-го туру Вищої ліги проти донецького «Шахтаря». Ткачук вийшов на поле в стартовому складі та відіграв увесь матч. У складі «Металурга» в чемпіонаті України зіграв 22 матчі та відзначився 1 голом, ще 2 поєдинки провів у кубку України. У 1995 році залишив розташування запорізького клубу й повернувся в Калугу, де став гравцем місцевого нижчолігового клубу «Турбобудівник»
Завершив кар'єру гравця в 1996 році. З тих пір на тренерській роботі. З 1997 по 2003 рік працював на посаді головного тренера ФК «Обнінськ». З 2004 року входив до тренерського штабу калузьких клубів «Локомотив» та ВІЛСІ.